# سوزي ستوديو
سوزي ستوديو (بالإنجليزية: SUSE Studio)‏ هي أداة لإنشاء وتجميع برمجيات لينكس متصلة بالشبكة من تطوير شركة سوزي. يمكن للمستخدمين تطوير توزيعات لينكس باستخدام هذه الأداة. ألغيت الأداة في 15 فبراير 2018.